# Murueta
Murueta es un municipio de la provincia de Vizcaya, País Vasco (España).
Este municipio se encuentra en el corazón de la Reserva de la biosfera de Urdaibai. La principal empresa del municipio es Astilleros de Murueta, S.A., que se dedica a la construcción de pesqueros y mercantes de hasta 130 metros de eslora y está especializada en barcos atuneros congeladores. Cuenta con una población de 322 habitantes (INE 2024).

## Toponimia
Murueta es un topónimo que puede traducirse como 'sitio del muru ', de la palabra vasca muru y el sufijo locativo vasco -eta.
Muru es una palabra ya arcaica de la lengua vasca, que parece provenir en última instancia del latín murus y que tenía probablemente el mismo significado que la palabra castellana "muro", "muralla". Existen bastantes lugares del País Vasco y Navarra cuyos topónimos son del tipo descriptivo y están compuestos por muru (Muruzábal, Muruarte de Reta, Muru-Astráin, Murugarren, Murua, ...) y entre estos esta la localidad vizcaína de Murueta. Existen barrios denominados Murueta en Abadiano y Orozco.
Se especula con que estas localidades pudieron tener antiguamente en común que cumplieran algún tipo de función defensiva o llegaran a estar amuralladas. Suelen ser sin embargo, localidades pequeñas, y sin aparentes construcciones defensivas. En la toponimia española es habitual encontrar pequeños pueblos o despoblados que se denominan Murillo, y los topónimos vascos formados por Muru podrían ser análogos a estos.
El gentilicio de los habitantes de Murueta es muruetarra.

## Demografía
Murueta cuenta con una población de 322 habitantes (INE 2024).
| Gráfica de evolución demográfica de Murueta entre 1842 y 2021 |
| |
| Población de derecho según los censos de población del INE Población de hecho según los censos de población del INEEntre el censo de 1970 y el anterior, este municipio desaparece porque se integra en el municipio 48046 (Guernica y Luno) Entre el censo de 1991 y el anterior, aparece este municipio porque se segrega del municipio 48046 (Guernica y Luno) |

## Administración y política
| Partido político                                             | 2019  | 2019       | 2015  | 2015       | 2011  | 2011       | 2007  | 2007       | 2003  | 2003       | 1999  | 1999       | 1995  | 1995       |
| Partido político                                             | %     | Concejales | %     | Concejales | %     | Concejales | %     | Concejales | %     | Concejales | %     | Concejales | %     | Concejales |
| Euzko Alderdi Jeltzalea-Partido Nacionalista Vasco (EAJ-PNV) | 52,70 | 4          | 27,85 | 2          | 20,07 | 1          | 23,85 | 1          | 12,37 | 0          | 22,84 | 1          | 38,99 | 1          |
| Murueta Independiente Taldea (MIT)                           | 47,30 | 3          | 67,58 | 5          | 75,77 | 6          | 74,77 | 6          | 79,09 | 5          | 73,46 | 4          | 56,06 | 4          |
| Partido Popular del País Vasco (PP)                          | —     | —          | —     | —          | 0,88  | 0          | 0,92  | 0          | 1,55  | 0          | —     | —          | —     | —          |